# Onze-Lieve-Vrouw-Onbevlekt-Ontvangenkerk (Brugge)

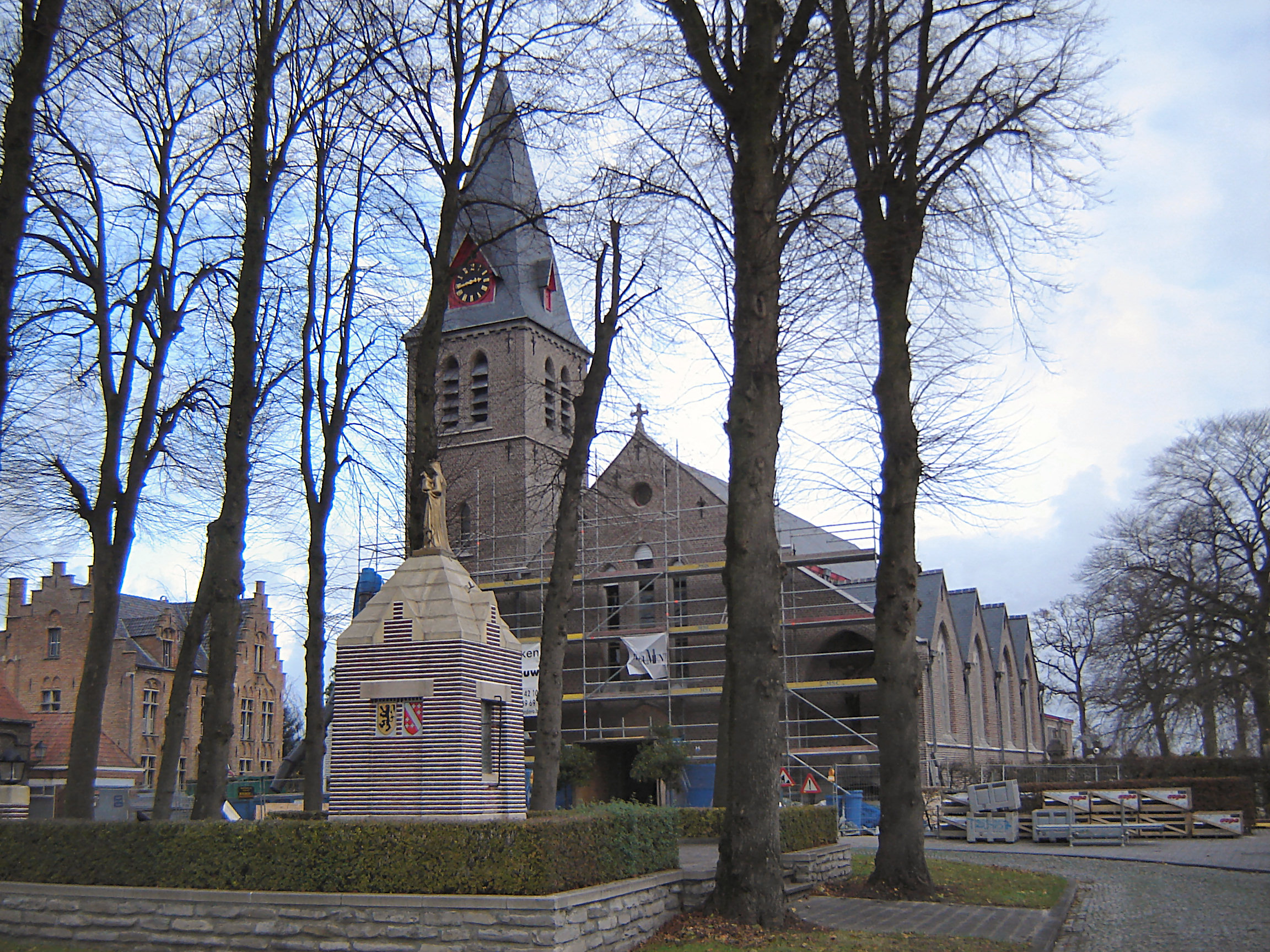
Onze-Lieve-Vrouw-Onbevlekt-Ontvangenkerk

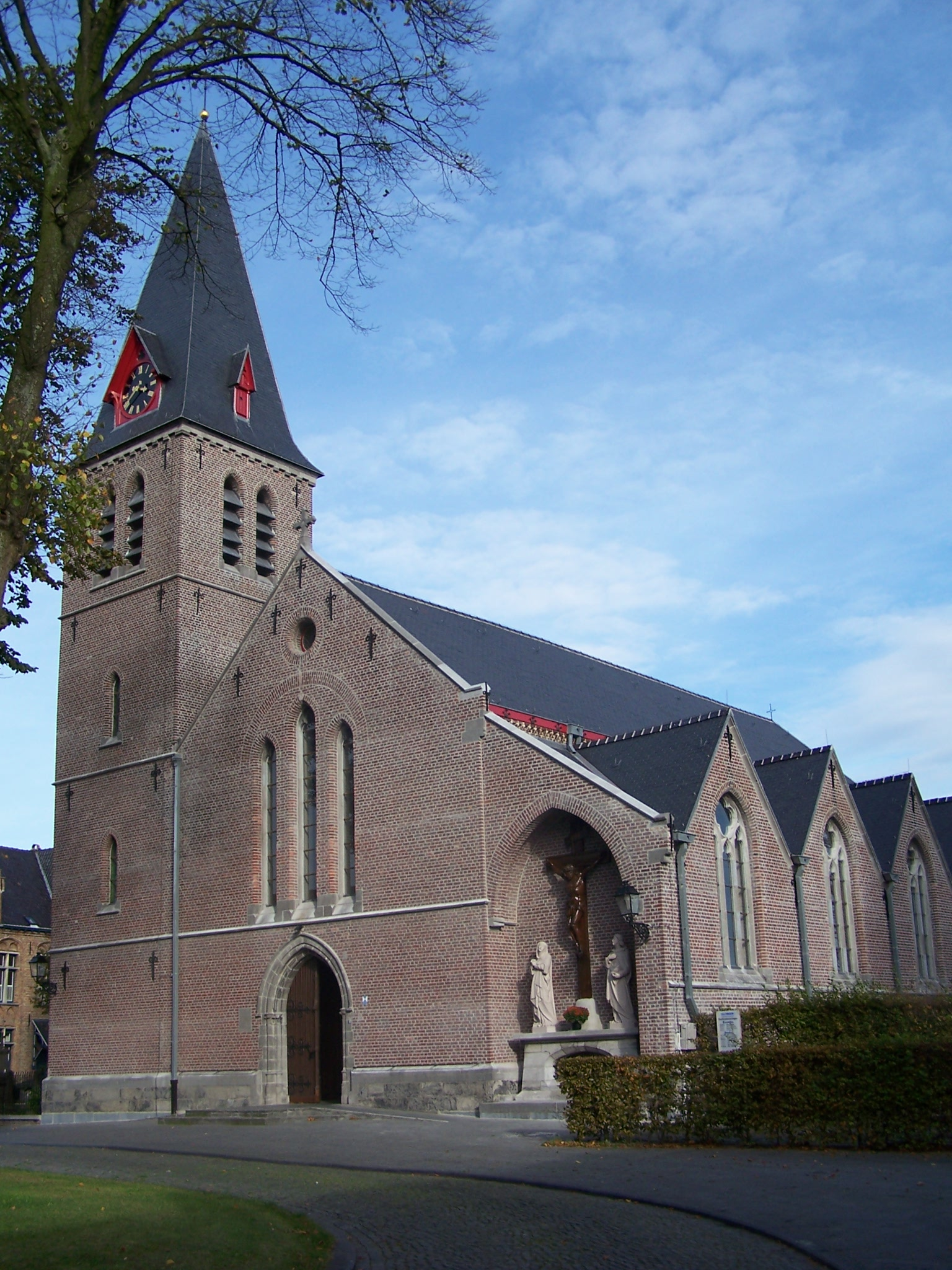
De kerk na restauratie

De Onze-Lieve-Vrouw-Onbevlekt-Ontvangenkerk in de Belgische stad Brugge is gelegen in de wijk Ver-Assebroek in de deelgemeente Assebroek. Het is de kerk van de parochie Onze-Lieve-Vrouw Onbevlekt Ontvangen.

## Geschiedenis
Reeds aan het einde van de 12e eeuw stond op die plaats een eerste kapel of kerkje. Ze was opgericht door de heren van Assebroek en toegewijd aan Maria Magdalena. In 1572 werd de kerk grotendeels vernield door de geuzen, maar in 1628 werd ze heropgebouwd door de toenmalige heer van Assebroek, Jacques de Noyelles, en opgedragen aan Maria Magdalena en Onze-Lieve-Vrouw.
In 1720 werd Pieter Verhaeghe pastoor en hij bracht een miraculeus Mariabeeldje in barokstijl mee dat hij van een begijn uit Diksmuide had gekregen. Dit beeldje werd in 1720 in de kerk geplaatst wat leidde tot een grote toeloop van bedevaartgangers. Dit was de reden waarom de kerk in 1746 werd vergroot en gewijd aan Maria Onbevlekt Ontvangen.
In 1797 echter, werd tijdens de Franse bezetting de kerk gesloten en het meubilair verkocht. Leden van de Brugse bankiersfamilie Du Jardin kochten eigendommen van de heren van Assebroek. De kerk werd weer opengesteld in 1803 en werd toen parochiekerk voor geheel Assebroek. Ook het deel van de Sint-Katarinaparochie gelegen buiten de Brugse omwalling viel toen dus onder de parochie van Onze-Lieve-Vrouw op Ver-Assebroek. In 1845 werden sommige van de gekochte gronden door Felix Du Jardin aan de parochie geschonken voor de uitbreiding van het kerkhof met ommegang.
In 1887-1890 werd de kerk verlengd en voorzien van twee zijbeuken in neogotische stijl. In deze kerk zijn gebrandschilderde ramen te vinden en bovendien een preekstoel in barokstijl.
In 1902 werd de neogotische pastorie gebouwd waaromheen een tuin werd ingericht. Op het kerkhof is een aantal kapelletjes te vinden die evenementen uit het leven van Maria verhalen en gebouwd zijn in 1902-1905. Dit is de 'ommegang'. Architect was Louis Charles en de terracotta beelden zijn van Joseph Lelan. In 1938 werd een Mariakapel gebouwd op het kerkplein. De kapelletjes zijn in 2005 gerestaureerd. De gehele restauratie van het kerkgebouw werd in november 2008 afgerond.
Het gehele ensemble werd in 1978 beschermd als monument en is een plek voor volksdevotie.

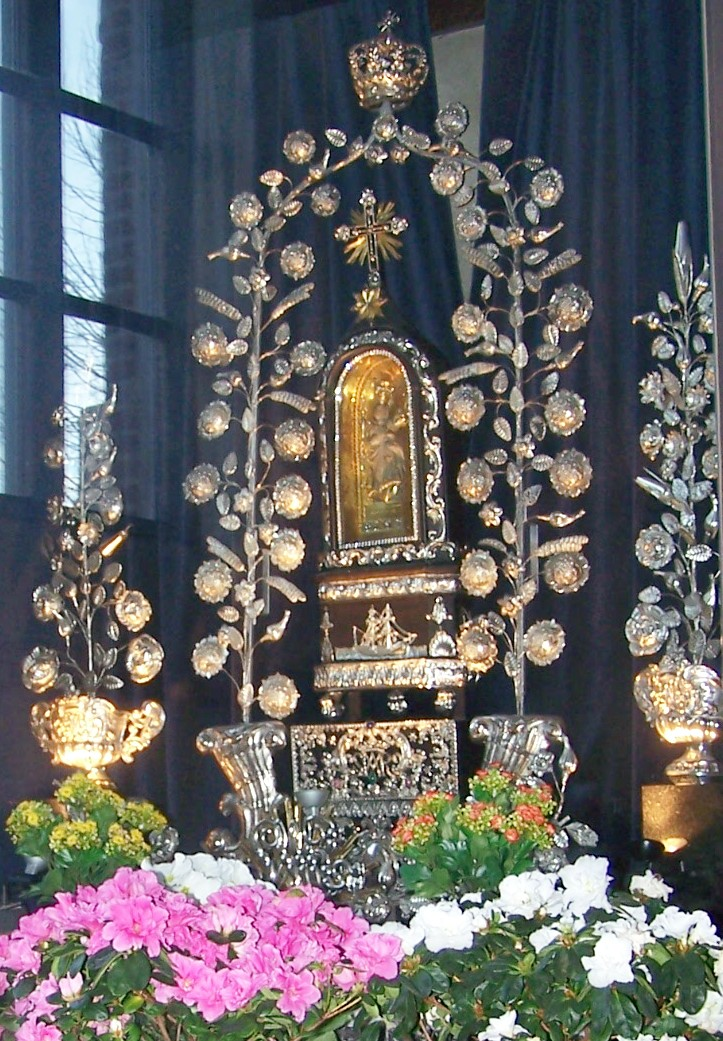
Miraculeus Mariabeeld in linker zijbeuk

### Het mirakel
De legende die op het Mariabeeldje betrekking heeft, verhaalt over een Nederlands schip dat van Oost-Indië terugvoer naar Nederland en een protestantse bemanning had. Enkel Balthasar Lanoy was katholiek. Hij had een Mariabeeldje waar hij elke dag tot bad. De bemanningsleden wierpen het beeldje in zee, maar het bleef drijven en het schip volgen. De bemanningsleden dachten aan afgoderij en een verbond met de duivel en wilden ook Balthasar in zee gooien, maar de kapitein greep in en liet het Mariabeeldje opvissen. Hij nam het mee naar zijn huis in Friesland en schonk het vervolgens aan Jacobus de Mets, die het weer doorgaf aan zijn zus Cornelia, die begijn was in Diksmuide. Zij stierf in 1720 waarop Pieter Verhaeghe, die pastoor werd in Ver-Assebroek, het erfde.